# Элимелех, Шавит
Шавит Элимелех (ивр. שביט אלימלך‎, родился 7 сентября 1971 года в Тель-Авиве) — израильский футболист, в прошлом выступавший на позиции вратаря. Обладатель приза «Футболист года в Израиле» 2000 года; один из известных мастеров отражения 11-метровых ударов в израильском футболе.

## Биография
Родился в Тель-Авиве, родители — выходцы из Марокко. Начинал свою карьеру в тель-авивском «Маккаби» в сезоне 1989/1990, но за годы своего пребывания в клубе провёл всего один матч против иерусалимского «Хапоэля» из-за травмы основного вратаря. Тренер команды Аврам Грант не заявил игрока на следующий сезон, списав это на серию ошибок: Элимелех продолжил игру в Лиге Алеф (вторая израильская лига) в клубе «Ирони» из Ришон-ле-Циона, который за два года вышел в высшую лигу, а в сезоне 1995/1996 вышел в финал Кубка Израиля. После выхода в Высшую лигу Элимелех перешёл в тель-авивский «Хапоэль», где стал на долгое время первым номером в команде — стабильность выступлений и уверенность, внушаемая защите благодаря выступлениям Элимелеха, сделали его символом команды. С командой он выиграл трижды Кубок Израиля в 1999, 2000, 2006 и 2007 годах, в 2000 году выиграл чемпионат Израиля, а в 2002 году выиграл Кубок Интертото, благодаря которому завоевал путёвку в еврокубки на следующий сезон. В 2003 году он был назван самым дорогим вратарём чемпионата Израиля (225 тысяч долларов США).
В финалах Кубка Израиля 1999 и 2000 годов, исход которых решался в серии пенальти, отражённые Элимелехом пенальти принесли его команде победу. Особняком стоят два матча против «Челси» в третьем раунде (1/32 финала) Кубка УЕФА 2001/2002: в первом матче израильтяне обыграли «синих» со счётом 2:0, чей состав которых был и так ослаблен из-за отказа ряда игроков от участия в матче по соображениям безопасности, а во втором матче только усилиями Элимелеха удержали ничью 1:1 — при 90 минутах штурма израильских ворот Элимелех отразил почти все удары английской команды. В том сезоне израильтяне дошли до четвертьфинала, выбив в четвёртом раунде (1/16 финала) московский «Локомотив», а в 1/8 финала — итальянскую «Парму» — Элимелех из-за дисквалификации пропускал ответный матч. В 1/4 финала «Хапоэль» всё же проиграл «Милану».
В 1999 году Элимелех дебютировал в израильской сборной, сыграв там до 2004 года 13 встреч. Он вызывался в сборную и позже, но так и не сыграл. 29 ноября 2005 года выступил за команду «ха-Шалом» (объединённую сборную Государства Израиль и Палестины) в благотворительном матче против звёзд «Барселоны». В 2007 году он выступал на Кубке Первого канала, но этот сезон стал для Элимелеха последним в клубе — он со скандалом ушёл из клуба, не получив никакого достойного предложения и в качестве ответной услуги, и ушёл выступать сначала за «Ирони» из Кирьят-Шмоны, а потом за «Хапоэль» из Петах-Тиквы, с которым заключил контракт на два года (150 тысяч долларов в сезон). Карьеру завершил в сезоне 2008/2009 — его уход ознаменовал конец эры высококлассных вратарей израильского футбола 1990-х.
В качестве главного тренера Элимелех работал в «Хапоэле» из Петах-Тиквы (позже помощник), а также помощником в хайфской и тель-авивской командах (в последнем клубе он был помощником Ницана Ширази, сменившего на этом посту Дрора Каштана).

## Достижения
- Чемпион Израиля: 1991/1992 («Маккаби» Тель-Авив), 1999/2000 («Хапоэль» Тель-Авив)
- Чемпион Лиги Алеф Израиля: 1992/1993 («Ирони» Ришон-ле-Цион)
- Чемпион Лиги Леумит Израиля: 1993/1994 («Ирони» Ришон-ле-Цион)
- Победитель Кубка Израиля: 1998/1999, 1999/2000, 2005/2006, 2006/2007 («Хапоэль» Тель-Авив)
- Победитель Кубка Интертото: 2001/2002 («Хапоэль» Тель-Авив)
- Футболист года в Израиле (2000)